# Confessions of a Dangerous Mind (album)
Confessions of a Dangerous Mind – piąty album studyjny amerykańskiego rapera Logica. Album został zapowiedziany 19 marca 2019 roku z teledyskiem do utworu o tej samej nazwie.
Confessions of a Dangerous Mind jest drugim albumem rapera wydanym w 2019 roku. Dwa miesiące wcześniej w marcu wydał album Supermarket będący soundtrackiem do jego noweli o tej samej nazwie.
Na albumie gościnnie wystąpili Eminem, Gucci Mane, Wiz Khalifa, Will Smith, G-Eazy, YBN Cordae i ojciec Logica, Smokey Hall, występujący na albumie jako „My Dad”. Za główną produkcję albumu odpowiada 6ix, ale również m.in. Illmind cz DJ Khalil.

## Wydanie i promocja
Pierwszy singiel albumu, „Keanu Reeves” został wydany 18 stycznia 2019 r. Drugi singiel z teledyskiem, „Confessions of a Dangerous Mind”, 19 marca a sam utwór 22 marca. Trzeci singiel „Homicide”, 3 maja, w którym gościnnie wystąpił Eminem. 8 maja, raper w swoich mediach społecznościowych, udostępnił okładkę albumu i datę wydania. Album został wydany 10 maja 2019 r.
Confessions of a Dangerous Mind zadebiutował na pierwszym miejscu Billboard 200, sprzedając się w 80 000 egzemplarzach w pierwszym tygodniu. Jest to trzeci album rapera, który znalazł się na pierwszym miejscu tej listy.

## Odbiór
Confessions of a Dangerous Mind otrzymał ogólnie pozytywne recenzje od krytyków. W Metacritic, album dostał wynik 65 na 100 na podstawie czterech recenzji. Kyle Mullin z serwisu Exclaim! dał albumowi siedem na dziesięć punktów, szczególnie chwaląc tytułowy utwór albumu, ale krytykując brak treści albumu: „To zabawne, że na projekcie nic nie dorówna tytułowemu utworowi. Jeżeli Confessions of a Dangerous Mind miałby kilka bardziej przekonujących utworów, wtedy Logic nie musiałby zaimponować nam elastycznością jak Fresh Prince”. Daniel Spielberger z HipHopDX nadał albumowi ocenę 2,9 na 5, stwierdzając: „Dla niektórych artystów bycie samoświadomym jest humanizmem. Podczas gdy dla innych może po prostu rozjaśnić ich niepewność. Piąty album Logica Confessions of a Dangerous Mind jest niefortunnym przykładem tego drugiego scenariusza”.

## Lista utworów
Lista opracowana na podstawie informacji z serwisu Tidal.
| Nr  | Tytuł utworu                                             | Tekst | Producent              | Długość |
| --- | -------------------------------------------------------- | --- | ---------------------- | ------- |
| 1.  | „Confessions of a Dangerous Mind”                        | Sir Robert Bryson Hall II • Arjun Ivatury                                                                                       | 6ix                    | 4:44    |
| 2.  | „Homicide” (gościnnie Eminem)                            | Hall II • Marshall Mathers • Dillan Beau Bailard • Donnell Stephens III • Jeremy Alexander Uribe • Tim Schoegje                 | Bregma • Shroom        | 4:05    |
| 3.  | „Wannabe”                                                | Hall II • Rashad Muhammad | HAZE                   | 1:19    |
| 4.  | „Clickbait”                                              | Hall II • Ivatury • Ramon Ibanga, Jr.                                                                                           | 6ix • Illmind          | 2:37    |
| 5.  | „Mama / Show Love” (gościnnie YBN Cordae)                | Hall II • Ivatury • Cordae Dunston • Aaron Gomez • Adam Feeney • Lawrence Parker                                                | 6ix • AG • Frank Dukes | 4:01    |
| 6.  | „Out of Sight”                                           | Hall II • Andre Brisett • Jason Pounds                                                                                          | J.LBS • Andre Hotbox   | 2:18    |
| 7.  | „Pardon My Ego”                                          | Hall II • Ivatury • Kevin Gomringer • Tim Gomringer                                                                             | 6ix • Cubeatz          | 2:54    |
| 8.  | „Commando” (gościnnie G-Eazy)                            | Hall II • Ivatury • Gerald Gillum                                                                                               | 6ix                    | 3:32    |
| 9.  | „Icy” (gościnnie Gucci Mane)                             | Hall II • Ivatury • Radric Davis • Arkae Tuazon                                                                                 | Logic • 6ix • Kajo     | 4:25    |
| 10. | „Still Ballin” (gościnnie Wiz Khalifa)                   | Hall II • Ivatury • Cameron Jibril Thomas                                                                                       | 6ix • Keanu Beats      | 4:00    |
| 11. | „Cocaine”                                                | Hall II • Ivatury • K. Gomringer • T. Gomringer                                                                                 | 6ix • Cubeatz          | 2:55    |
| 12. | „Limitless”                                              | Hall II • IIvatury • Terry Kevontay Watson                                                                                      | 6ix • Tee-WaTT         | 4:05    |
| 13. | „Keanu Reeves”                                           | Hall II • Ivatury • Gomez | 6ix • AG               | 3:46    |
| 14. | „Don’t Be Afraid to Be Different” (gościnnie Will Smith) | Hall II • Ivatury • Jeffrey Townes • Khalil Abdul-Rahman • Manuela Kamosi • Omar Rambert • Thomas De Quincey • Willard C. Smith | 6ix • DJ Khalil        | 2:48    |
| 15. | „Bobby” (gościnnie My Dad)                               | Hall II • Ivatury • Ophlin Russell-Meyers • Winston Riley                                                                       | 6ix                    | 2:48    |
| 16. | „Lost in Translation”                                    | Hall II • Ivatury | Logic • 6ix            | 4:50    |
|     |                                                          | |                        | 55:07   |

### Inne
- Utwór „Homicide” zawiera wokale Chrisa D’Ela i Smokey Halla.
- Utwór „Clickbait” ma zapis stylizowany na „clickbait”
- Utwory „Commando” i „Bobby” mają stylizowany zapis na „COMMANDO” i „BOBBY”
- W utworze „Bobby”, osobą o pseudonimie „My Dad” jest Smokey Hall, czyli ojciec Logica.

### Sample
- Utwór „Don’t Be Afraid to Be Different” zawiera interpolacje z utworów: „Pump Up the Jam” autorstwa Technotronic i The Fresh Prince of Bel-Air theme autorstwa DJ Jazzy Jeff & The Fresh Prince.
- Utwór „Bobby” zawiera interpolacje z utworu „Bam Bam” autrostwa Sister Nancy.
- Utwór „Mama / Show Love” zawiera sample z utworów: „Mad Crew” autorstwa KRS-One, „Under Pressure” autorstwa Logica i „Lavish Lullaby” autorstwa Masegno.
- Utwór „Still Ballin” zawiera interpolacje z utworu „Ballin” autorstwa Logica.